# الطريق الأوروبي E60
الطريق الأوروبي E60 هو طريق من شبكة الطرق الأوروبية الدولية. ويعتبر ثاني أطول طريق من ضمن الشبكة، يمتد لمسافة 8200 كم (5100 ميل)، من بريست بفرنسا (على ساحل المحيط الأطلسي)، إلى اركشتام بقرغيزستان (على الحدود مع الصين).